# Витеслав Весели
Витеслав Весели (чеш. Vítězslav Veselý; Ходоњин; 27. фебруар 1983.) чешки је атлетичар који је освојио бронзане медаље у бацању копља на Олимпијским играма 2012. и 2020.

## Каријера
На Олимпијским игреама 2008. завршио је као дванаести у финалу. Био је мање успешан на свом првом Светском првенству следеће године, јер није успео да уђе у финале.
Весели је поправио свој лични рекорд за више од пет метара на митингу у Оломоуцу у мају 2010. године, бацивши водећи светски резултат од 86,45 м. Те године је био девети на Европском првенству. Био је четврти на Светском првенству 2011.
На Олимпијским играма 2012. Весели је бацио свој лични рекорд од 88,34 м у квалификацијама. У финалу, међутим, његов најбољи хитац од 83,34 м био је добар само за 4. место. Весели је 2017. године, након дисквалификације Александра Пјатњице због допинга, добио бронзану медаљу.
Весели је 2013. године освојио Светско првенство са даљином од 87,17 метара, само 10 см испред Тера Питкемекија.
Током 2014. није успео да одбрани титулу на Европском првенству. Весели је завршио други са 84,79 м иза Антија Руусканена, који је био у најбољој форми у финалу, бацивши 88,01 м у трећем покушају.
Весели је 2016. освојио сребрну медаљу на Европском првенству у Амстердаму. 2021. на одложеним Олимпијским играма у Токију освојио је бронзану медаљу хицем од 85.44 м.

## Међународна такмичења
| Година | Такмичење                    | Место                        | Позиција | Дисциплина   | Резултат | Белешка |
| ------ | ---------------------------- | ---------------------------- | -------- | ------------ | -------- | ------- |
| 2002   | Светско првенство за јуниоре | Кингстон, Јамајка            | 9.       | Бацање копља | 68.76 м  |         |
| 2008   | Олимпијске игре              | Пекинг, Кина                 | 12.      | Бацање копља | 76.76 м  |         |
| 2009   | Светско првенство            | Берлин, Немачка              | 28.      | Бацање копља | 75.76 м  |         |
| 2010   | Европско првенство           | Барселона, Шпанија           | 9.       | Бацање копља | 77.83 м  |         |
| 2011   | Светско првенство            | Даегу, Јужна Кореја          | 4.       | Бацање копља | 84.11 м  |         |
| 2012   | Европско првенство           | Хелсинки, Финска             | 1.       | Бацање копља | 83.72 м  |         |
| 2012   | Олимпијске игре              | Лондон, Уједињено Краљевство | 3.       | Бацање копља | 83.34 м  |         |
| 2013   | Светско првенство            | Москва, Русија               | 1.       | Бацање копља | 87.17 м  |         |
| 2014   | Европско првенство           | Цирих, Швајцарска            | 2.       | Бацање копља | 84.79 м  |         |
| 2015   | Светско првенство            | Пекинг, Кина                 | 8.       | Бацање копља | 83.13 м  |         |
| 2016   | Европско првенство           | Амстердам, Холандија         | 2.       | Бацање копља | 83.59 м  |         |
| 2016   | Олимпијске игре              | Рио де Жанеиро, Бразил       | 7.       | Бацање копља | 82.51 м  |         |
| 2017   | Светско првенство            | Лондон, Уједињено Краљевство | 26.      | Бацање копља | 75.50 м  |         |
| 2019   | Светско првенство            | Доха, Катар                  | –        | Бацање копља | Одустао  |         |
| 2021   | Олимпијске игре              | Токио, Јапан                 | 3.       | Бацање копља | 85.44 м  |         |
| 2022   | Европско првенство           | Минхен, Немачка              | 4.       | Бацање копља | 84.36 м  |         |